# Circonscription de Messela
La circonscription de Messela est une des 177 circonscriptions législatives de l'État fédéré Oromia, elle se situe dans la Zone Ouest Hararghe. Son représentant actuel est Abdurahiman Yesuf Abdela.